# Clichy
Clichy (franskt uttal: [kliʃi]
 ( lyssna)), även kallad Clichy-la-Garenne, är en kommun i departementet Hauts-de-Seine i regionen Île-de-France i norra Frankrike. Det är en förort till Paris och ligger cirka 6 kilometer från stadskärnan i Paris. Kommunen är huvudort (chef-lieu) i kantonen Clichy som tillhör arrondissementet Nanterre. År 2022 hade Clichy 65 102 invånare.
I Clichy ligger bland annat L'Oréals huvudkontor.

## Befolkningsutveckling
| Befolkningsutvecklingen i Clichy 1968–2021 | Befolkningsutvecklingen i Clichy 1968–2021 | Befolkningsutvecklingen i Clichy 1968–2021 | Befolkningsutvecklingen i Clichy 1968–2021 | Befolkningsutvecklingen i Clichy 1968–2021 |
| ------------------------------------------ | ------------------------------------------ | ------------------------------------------ | ------------------------------------------ | ------------------------------------------ |
|                                            |                                            |                                            |                                            |                                            |
| År                                         |                                            |                                            | Folkmängd                                  |                                            |
| 1968                                       | 1968                                       |                                            | 52 477                                     |                                            |
| 1975                                       | 1975                                       |                                            | 47 764                                     |                                            |
| 1982                                       | 1982                                       |                                            | 46 895                                     |                                            |
| 1990                                       | 1990                                       |                                            | 48 030                                     |                                            |
| 1999                                       | 1999                                       |                                            | 50 179                                     |                                            |
| 2007                                       | 2007                                       |                                            | 58 646                                     |                                            |
| 2015                                       | 2015                                       |                                            | 60 435                                     |                                            |
| 2021                                       | 2021                                       |                                            | 64 849                                     |                                            |